# تسجيل تشابهي

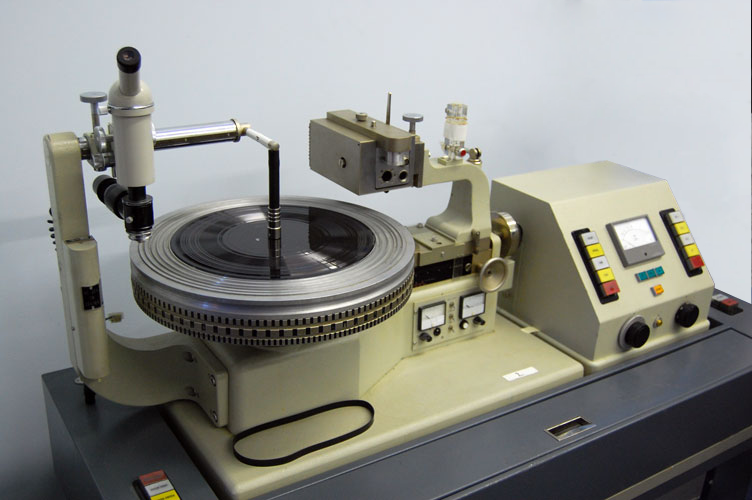
فونينسور نيومان

تسجيل تشابهي هي تقنية مستعملة لتسجيل الاشارات التناظرية ومن ضمنها الصوت التناظري، و الفيديو التناظري ليستعمل لاحقا في البلاي باك.

أساليب التسجيل التناظري تخزن الاشارات كإشارة مستمرة في أو على الوسائط. الإشارة يمكن ان تخزن كنسيج فيزيائي في مسجل الفونوغراف، أو كتذبذبات في شدة الحقل لتسجيل مغناطيسي. وهذا مختلف عن التسجيل الرقمي حيت تكون الاشارات الرقمية ممثلة كأرقام متقطعة.